# Enter the Dragon
Enter the Dragon (bra: Operação Dragão; mac/palop/prt: O Dragão Ataca) ou 龍爭虎鬥 (em chinês:  Lóng Zhēng Hǔ Dòu, lit. "O dragão guerreia, o tigre batalha"), também chamado em inglês de The Deadly Three e Blood and Steel, é um filme de 1973 do gênero aventura em estilo de artes marciais, dirigido por Robert Clouse.
É o último filme completo de Bruce Lee que, infelizmente, morreu três semanas antes da estreia, sendo que essa produção foi a que lhe deu fama mundial (fama que, assim, acabou sendo póstuma).
Realizado em Hong Kong, foi o primeiro filme de kung fu que contou com um grande estúdio americano como produtor associado (no caso, a Warner Bros).
Entre os dublês que trabalharam no filme está Jackie Chan.
Foi o projeto mais ambicioso de Bruce Lee até então: ele alterou bastante o roteiro inicial, escreveu e ensaiou até à exaustão todas as coreografias das lutas, além de introduzir nos textos alguns aspectos de sua filosofia própria.
Em uma de suas falas, ele diz por exemplo que seu estilo de luta é a "arte de lutar sem lutar" (Fighting Without Fighting).
Em 1998, a Warner Brothers lançou um DVD especial em comemoração aos 25 anos do filme, que inclui cenas adicionais e entrevista com Bruce Lee.
Enter the Dragon é considerado um dos maiores filmes de artes marciais de todos os tempos.
Em 2004, foi selecionado para preservação no National Film Registry dos Estados Unidos pela Biblioteca do Congresso como sendo "cultural, histórica ou esteticamente significativo".
Entre os primeiros filmes a combinar a ação das artes marciais com o emergente género Blaxploitation, seu sucesso levou a uma série de produções similares combinando ambos os gêneros.

## Elenco principal
- Bruce Lee como Lee;
- John Saxon como Roper;
- Jim Kelly como Williams;
- Ahna Capri como Tania;
- Shih Kien como Han;
- Bob Wall como Oharra;
- Geoffrey Weeks como Braithwaite;
- Bolo Yeung como Bolo.